# Curatela
La curatela es un sistema de protección y guarda de las siguientes personas y  es la institución jurídica creada por el amparo de la persona y los bienes del mayor de edad incapacitado. 
1. Los emancipados cuyos padres fallecieron o quedaron impedidos para el ejercicio de la asistencia prevenida en la ley.
2. Los que obtuvieron el beneficio de la mayoría de edad.
3. Los declarados pródigos.
4. Las personas a quienes la sentencia de incapacitación coloquen bajo esta forma de protección en atención a su grado de discernimiento.

La curatela no tendrá otro objeto que la intervención al curador en los actos que los menores o pródigos no puedan realizar por sí solos.
Los actos jurídicos realizados sin la intervención del curador, cuando esta sea necesaria, serán anulables. (En España: actos que diga la sentencia, si no se aplica el art. 271 del Código Civil Español)
Etimológicamente la palabra «curatela» nació de la combinación de dos palabras: «curador» y «tutela». Y proviene del curatore del latín que significa "Quien tiene encargo, cuidado u oficio de".

## Curatela en el derecho romano
Si bien existió una ambigüedad en cuanto a la terminología utilizada para denominar las enfermedades mentales en el Derecho Romano, al cuidador de este tipo de personas de lo denominaba curator (curador) y era similar a la función del tutor, su capacidad se circunscribía a administrar el patrimonio del furiosus, custodiarlo y salvaguardarlo. "Institución destinada a la custodia o protección de bienes necesitados de administración y vigilancia" (Derecho Romano, Historia e Instituciones,Ramiro Castaño).
Como excepción, si el demens demostraba poseer sus capacidades al menos por unos momentos podía realizar actos jurídicos en el intervalo lúcido. Si recuperaba su salud psíquica también podía recuperar su capacidad jurídica una vez demostrada su buena salud.

## La curatela en algunos países
Actualmente existen variadas formas de tomar la curatela según el país: Alemania otorga la curatela para las llamadas «curatelas de bienes»; en Francia la curatela se da a favor del menor emancipado, de la mujer casada, del pródigo y del imbécil; en Rusia se da a los menores de 18 años de edad o a los mayores que por su estado no pueden defender sus derechos.
En Chile se otorga al menor adulto, el pródigo, el demente interdicto y el sordomudo que no sabe expresarse. En México es tratada la curatela como una supervigilancia del tutor.

### Argentina
Para declarar un curador en Argentina existen dos vías procesales que se diferencian en el grado de incapacidad de la persona que deberá ser mayor de 21 años, salvo excepciones desde los 14 años de edad:
- Proceso de insania: del artículo 141 del Código Civil que declara incapaz o insana a una persona que no tienen capacidad para dirigir su persona o administrar sus bienes debido a una enfermedad mental.
- Inhabilitación judicial: del artículo 152 bis del Código Civil, considerando la inhabilitación de personas que se embriagan o usan estupefacientes a modo de prevención de auto realizarse jurídicamente perjuicios a sí mismos o a su patrimonio.[4][5]

El trámite puede ser iniciado por parientes, el cónyuge o el Ministerio Público.

### EspañaEspaña
Inicialmente excluida del Código Civil en su redacción originaria, la curatela fue reintroducida por Ley de 24 de octubre de 1983 como institución estable, pero de actuación intermitente, para el complemento de la capacidad de obrar de determinadas personas y en determinados actos. La curatela se distinguía de la tutela fundamentalmente porque el curador no representaba al curado ni por ende suplía su falta de capacidad de obrar, sino que se limitaba a complementar con su asistencia el consentimiento del curado en determinados actos jurídicos que conforme a la Ley o bien por resolución judicial no podía realizar por sí mismo.
Así pues, según la anterior redacción del Código Civil, estaban sometidos a curatela las siguientes personas:

Art. 286. Están sujetos a curatela:
1. Los emancipados cuyos padres fallecieren o quedaran impedidos para el ejercicio de la asistencia prevenida por la Ley.
2. Los que obtuvieren el beneficio de la mayor edad.
3. Los declarados pródigos.
Art. 287. Igualmente procede la curatela para las personas a quienes la sentencia de incapacitación o, en su caso, la resolución judicial que la modifique coloquen bajo esta forma de protección en atención a su grado de discernimiento.

Su objeto era similar pero distinto respecto de las personas enunciadas en los artículos 286 y 287 del Código. Así, respecto de los primeros su actuación se limitaba a aquellos actos que no pudiesen realizar por sí mismos, mientras que respecto de los incapacitados, su actuación se exigía únicamente respecto de los actos que expresamente impusiere la sentencia que estableció dicha medida; incluyendo en todo caso aquellos actos para los que el tutor precisaba de autorización judicial para concluir determinados actos y negocios jurídicos.
Los actos realizados sin la intervención del curador, cuando ello fuere requerido, eran simplemente anulables a instancia del propio curador o de la persona sujeta a curatela, de acuerdo con los artículos 1.301 y siguientes del Código Civil.
Las instituciones de guarda de las personas con discapacidad han sufrido una muy importante modificación tras la promulgación y entrada en vigor de la Ley 8/2021 de 2 de junio, por la que se modifica la legislación civil y procesal para el apoyo a las personas con discapacidad en el ejercicio de su capacidad jurídica. El fin de la reforma es la de adaptar la legislación española a la Convención Internacional sobre los Derechos de las Personas con Discapacidad, de la cual España es parte.
Hoy en día la curatela se conforma como una institución formal de apoyo de último recurso a las personas físicas con discapacidad para el ejercicio de su capacidad jurídica, regulándose en los artículos 268 a 294 del Código Civil, quedando suprimida la tutela de las personas mayores de edad así como la patria potestad prorrogada y la patria potestad rehabilitada.
Conforme al artículo 269 del Código Civil:

Artículo 269. La autoridad judicial constituirá la curatela mediante resolución motivada cuando no exista otra medida de apoyo suficiente para la persona con discapacidad.

La autoridad judicial determinará los actos para los que la persona requiere asistencia del curador en el ejercicio de su capacidad jurídica atendiendo a sus concretas necesidades de apoyo.
Sólo en los casos excepcionales en los que resulte imprescindible por las circunstancias de la persona con discapacidad, la autoridad judicial determinará en resolución motivada los actos concretos en los que el curador habrá de asumir la representación de la persona con discapacidad.
Los actos en los que el curador deba prestar el apoyo deberán fijarse de manera precisa, indicando, en su caso, cuáles son aquellos donde debe ejercer la representación. El curador actuará bajo los criterios fijados en el artículo 249.

En ningún caso podrá incluir la resolución judicial la mera privación de derechos.

La curatela sigue siendo, por tanto, una institución asistencial a la persona con discapacidad, quien en el ejercicio de la misma deberá velar por el respeto a la voluntad, los deseos y las preferencias del curado. Dado que la Ley 8/2021 suprime del ámbito de la discapacidad la tutela de las personas mayores de edad, así como las instituciones de la patria potestad prorrogada y la patria potestad rehabilitada, se contempla con carácter excepcional la «curatela representativa» solo para aquellos supuestos imprescindibles que la autoridad judicial determine, lo cuales serán más o menos amplios según la intensidad de apoyo que precise la persona con discapacidad. Según el párrafo tercero del artículo 249 del Código Civil, ello solo procederá «cuando, pese a haberse hecho un esfuerzo considerable, no sea posible determinar la voluntad, deseos y preferencias de la persona».

### ParaguayParaguay
El capítulo VI del Código Civil de Paraguay trata sobre la curatela desde la óptica de la interdicción y la inhabilitación iniciando en el artículo 73 y concluyendo en el artículo 90. Detalla que la declaración de curador se realizará para los mayores de edad, a los menores de edad emancipados con enfermedades mentales y agrega a los sordomudos que no puedan darse a entender por escrito u otros medios. Se inhabilita judicialmente a quiénes por debilidad de las facultades mentales, ceguera, por ser seniles, por abusar de alcohol o estupefacientes, o por impedimentos psicofísicos no puedan ser capaces de cuidarse a sí mismos o atender sus intereses.
El capítulo XIII es directamente sobre la curatela en sí misma habilitando la posibilidad de ser curadores a la pareja, los hijos mayores de edad, el padre o la madre de sus hijos solteros, y también a los hermanos y los tíos.

### PerúPerú
En Perú la curatela se otorga a los enfermos o débiles mentales, sordomudos que no saben expresarse y débiles seniles, a los pródigos, ebrios, toxicómanos, malos gestores o a quienes sufren la interdicción civil. El curador podrá en algunos casos representarlos y en otros, simplemente asistirlos.